# ليندا ريان
ليندا ريان (بالإنجليزية: Linda Ryan) هي لاعبة رماية أسترالية، ولدت في 25 أغسطس 1966 في بريزبان في أستراليا.

## وصلات خارجية
- ليندا ريان على موقع الاتحاد الدولي (الإنجليزية)
- ليندا ريان على موقع أوليمبيديا (الإنجليزية)
- ليندا ريان على موقع اللجنة الأولمبية الأسترالية (الإنجليزية)
- ليندا ريان على موقع اتحاد ألعاب الكومنولث (مؤرشف) (الإنجليزية)